# Mônica Chef
Mónica Chef (Mônica Chef no Brasil e A chef Mónica em Portugal) é uma série de televisão gravada em língua espanhola e lançada na Disney Channel na Itália e na Clan na Espanha, estrelada por Isabel Madolell, Javier Ramos e Giulia Guerrini. A série, da produção italiano-espanhola, segue os acontecimentos da Mónica de dezesseis anos, lutando com seu sonho de se tornar uma renomada Chef.
A série estreou primeiro na Itália no Disney Channel (embora não é uma série original do Disney Channel) com a primeira parte da primeira temporada de 31 de março a 2 de junho de 2017 e a segunda parte de 28 de agosto de 2017 a 22 de setembro de 2017. Posteriormente, estreou em Espanha em 22 de outubro de 2017 no Clan.
No Brasil a série estreou no dia 25 de setembro de 2017 pelo canal a cabo Gloob. Em Portugal a série vai estrear no 27 de janeiro de 2020 no canal SIC K.

## Elenco e personagens

### Personagens principais
- Mónica Gómez Grilloni (Mônica no Brasil), interpretada por Isabel Madolell.
- Barbara Petersoli, interpretada por Giulia Guerrini.
- Riki Ferrer (Ricky Ferreira em Portugal), interpretado por Javier Ramos.
- Vanesa Salazar (Vanessa em Itália e Portugal), interpretado por María De Nati.
- Bruno Sánchez, interpretado por Jordi Millán.
- Carlos Martos, interpretado por Jorge Salvador.
- Pedro Gómez, interpretado por José Manuel Seda.
- Lúcia Torres (Lucía em espanhol), interpretada por Cristina Gallego.
- Sebastián "Sebas" Ruiz García (Simão em Portugal), interpretado por Ángel Pardo.
- Fausto Olmos, interpretado por Antonio Gómez.
- Francisco Castillo, interpretado por Mariano Venancio.
- Alessandro (Alexandre em Portugal), interpretado por Riccardo Alemanni.

## Canções
Música e trilha sonora foi composta por Roberto Comins Cubertorer (Bobkomyns), exceto as músicas "Al final" e "Un centímetro", composta por Pablo García.
O tema de abertura da série, Lucharé, é cantado por Isabel Madolell e Javier Ramos na versão em espanhol. A versão brasileira, Lutarei, é cantada por Tess Amorim e Pier Marchi.
A primeira temporada da série contém 11 músicas originais, todas dubladas no português do Brasil, mais não no português europeu. Também foi gravada uma versão em italiano da Lucharé e da Amigos para sempre (Lotterò e Amici per sempre).
Em 9 de setembro de 2017 foi lançado o primeiro CD musical da série. O álbum contém as 11 músicas da primeira temporada com a adição da versão balada de Lucharé e a segunda versão de  Vuelve a soñar . No álbum somente estão incluídas as canções em espanhol, não em italiano ou português.

### Primeira temporada
1. Lucharé, cantada por Isabel Madolell e Javier Ramos. No Brasil, Lutarei, cantada por Tess Amorim e Pier Marchi.
2. Amigos para siempre, cantada por Isabel Madolell e Giulia Guerrini. No Brasil, Amigas para sempre, cantada por Tess Amorim e Mary Minoboli.
3. Vuelve a soñar (Pt. 1), cantada por Isabel Madolell e Javier Ramos. No Brasil, Volta a sonhar, cantada por Tess Amorim e Pier Marchi.
4. Todos juntos, cantada por Isabel Madolell, Javier Ramos e Giulia Guerrini. No Brasil, Todos juntos, cantada por Tess Amorim, Pier Marchi e Mary Minoboli.
5. Especial, cantada por Isabel Madolell. No Brasil, Especial, cantada por Tess Amorim.
6. Un centímetro, cantada por Javier Ramos. No Brasil, Um centímetro, cantada por Pier Marchi.
7. Un mundo entero, cantada por Isabel Madolell. No Brasil, Um mundo inteiro, cantada por Tess Amorim.
8. Nuestro mapa, cantada por Isabel Madolell. No Brasil, Nosso mapa, cantada por Tess Amorim.
9. Al final, cantada por Isabel Madolell. No Brasil, No fim, cantada por Tess Amorim.
10. Ven a volar, cantada por Isabel Madolell. No Brasil, Venha voar, cantada por Tess Amorim.
11. Miedo, cantada por Isabel Madolell. No Brasils, Medo, cantada por Tess Amorim.
12. Lucharé (balada), cantada por Isabel Madolell. No Brasil, Lutarei (balada), cantada por Tess Amorim.
13. Vuelve a soñar (Pt. 2), cantada por Isabel Madolell e Javier Ramos. No Brasil, Volta a sonhar, cantada por Tess Amorim e Pier Marchi.

## Conteúdo Extra: B-Vlog
Depois de cada dois episódios, há um vídeo de Barbara em seu canal, o "B-Vlog", onde fala sobre todos os eventos que aconteceram na série. Os vídeos foram filmados duas vezes, em italiano e espanhol, respectivamente, para Giulia Guerrini (Barbara).
1. Será que Mónica conseguirá perceber seu sonho?
2. O segredo de Sebas e Pedro
3. A amizade de Barbara e Mónica está em perigo?
4. A luta por causa da dança
5. Amizade
6. O segredo de Sebas
7. Riki é realmente especial?
8. O que Riki deve dizer à Mónica?
9. Adultos
10. A história de amor entre Mónica e Riki
11. O beijo entre Mónica e Riki
12. Bom e mau
13. A história de Bruno e Barbara
14. Monica e Barbara voam para a Itália
15. Que assustado!
16. A rivalidade entre Bruno e Fausto
17. Beijos, dúvidas e mais beijos
18. Como emoções para a Mónica!
19. Decisões difíceis de tomar
20. O grande final

## Dublagem/dobragem
| Personagem             | Dublagem | Dobragem |
| Principais             | Principais | Principais |
| ---------------------- | --- | --- |
| Mónica Gómez Grilloni  | Tess Amorim | |
| Barbara Petersoli      | Mary Minoboli | |
| Riki Ferrer            | Pier Marchi | |
| Bruno Sánchez          | Daniel Figueira | |
| Vanesa Salazar         | Luiza Porto | |
| Carlos Martos          | Gabriel Ebling | |
| Lúcia Torres           | Leticia Quinto | |
| Sebastián "Sebas" Ruiz | Valvênio Martins | |
| Fausto Olmos           | Francisco Bretas | |
| Vozes adicionais       | Alessandra Merz Bia Dellamonica Cassius Romero Clarice Espindola Leonardo José Lucas Gama Marcelo Pissardini Michele Giudice Orlando Viggiani | Vânia Pereira Sara Brás João Araujo Carolina Sales João Duarte Júlio Martin Alexandra Sedas Gonçalo Lima Bruno Bernardo Paulo Duarte Fernando Rodrigues Natacha Cantarinhas Teresa Zenaida |

| Créditos da dublagem/dobragem | Brasil                    | Portugal                         |
| ----------------------------- | ------------------------- | -------------------------------- |
| Tema de Abertura              | "Lutarei" por Tess Amorim | Não foi dobrado                  |
| Tradução                      | Cásia Borsero             | Fábio Pereira, Júlio Martin      |
| Direção de dublagem/dobragem  | Leticia Quinto            | Sara Brás                        |
| Adaptação e Direção musical   | Rodrigo Firmo de Freitas  | —                                |
| Dublado nos Estúdios          | Vox Mundi                 | Pim Pam Pum Produção Audiovisual |

## Transmissão internacional
| País                                 | Canal                        | Exibido                | Título        | Ref.  |
| ------------------------------------ | ---------------------------- | ---------------------- | ------------- | ----- |
| Itália                               | Disney Channel Itália        | 31 de março de 2017    | Mónica Chef   | [ 2 ] |
| Brasil                               | Gloob                        | 25 de setembro de 2017 | Mônica Chef   | [ 3 ] |
| Espanha                              | Clan                         | 22 de outubro de 2017  | Mónica Chef   | [ 4 ] |
| França                               | Disney Channel França        | 29 de janeiro de 2018  | Monica Chef   | [ 5 ] |
| Países Baixos · Bélgica · Luxemburgo | Disney Channel Países Baixos | 5 de março de 2018     | Monica Chef   | [ 6 ] |
| Dinamarca                            | DR Ultra / DR TV             | 26 de março de 2018    | Monica Chef   | [ 7 ] |
| Portugal                             | SIC K                        | 27 de janeiro de 2020  | A chef Mónica | [ 8 ] |

## Extensões Externas
- Site oficial de Monica Chef na Itália (Boing)
- Site oficial de Mónica Chef na Espanha
- Site oficial de Mônica Chef no Brasil